# Siesartis (přítok Šventoji)
Siesartis je řeka ve východní Litvě, v Aukštaitiji, která se vlévá 7 km na severovýchod od okresního města Ukmergė do řeky Šventoji jako její levý přítok 49,4 km od jejího ústí do Nerisu. Protéká okresy Molėtai a Ukmergė.

## Průběh toku
Siesartis vytéká z jezera Siesartis u východního okraje okresního města Molėtai, tímto městem protéká, v něm protéká jezery Pastovis, Pastovėlis, menším jezírkem a jezerem Promislavos ežeras. Celý tok se klikatí převážně západním směrem.

### Rozložení ročního průtoku
- Jaro – 57 %
- léto – 15 %
- podzim – 13 %
- zima – 15 %[1]

Průměrný spád je 1,23 m/km

## Vodácká trasa
Siesartis patří mezi středně náročné trasy . Popis trasy viz článek Siesartis (Šventoji) - vodácká trasa.

## Obce při řece
Molėtai, Sarakiškiai, Pagrabuosčiai, Sodėnai, Videniškiai, Bitlesiai, Duobužiai, (rozvaliny hradu Baltadvario pilis), Krupeliai, Pikčiūnai, Petrauskai, Molinė, Čineliai, Želva, Virbalai, Masiuliai, Krapos, Minikiai, Valai, Antatilčiai, Lyduokliai, Valtūnai, Lentvorai (zde je Památný dub v Lentvorech).

## Přítoky
Levé:
| Hydrologické pořadí | Řeka                   | Délka (km) | Povodí (km²) | Vzdálenost od ústí (km) | Ústí kde      | Koordináty ústí |
| ------------------- | ---------------------- | ---------- | ------------ | ----------------------- | ------------- | --------------- |
| 12210928            | Grabuosta              | 9,1        | 46,9         | 53,8                    | Pagrabuosčiai |                 |
| 12210934            | Duobužė                | 4,9        | 12,4         | 45,8                    | Duobužiai     |                 |
| 12210936            | S – 3                  | 3,3        | 6,3          | 41,2                    | Pikčiūnai     |                 |
| 12210938            | Vardas                 | 5,0        | 13,7         | 34,7                    | Molinė        |                 |
| 12210941            | Želva                  | 9,9        | 25,5         | 28,8                    | Želva         |                 |
| 12210951            | Šešuola neboli Šašuola | 13,6       | 91,2         | 15,7                    | Lyduokliai    |                 |
| 12210958            | Žvėrupis               | 3,8        | 1,2          | 10,9                    | Lyduokliai    |                 |
| 12210961            | S – 1                  | 4,4        | 3,1          | 6,2                     |               |                 |
| 12210962            | Šaltupis               | 5,0        | 5,6          | 4,5                     | Lentvorai     |                 |

Pravé:
| Hydrologické pořadí | Řeka       | Délka (km) | Povodí (km²) | Vzdálenost od ústí (km) | Ústí kde   | Koordináty ústí |
| ------------------- | ---------- | ---------- | ------------ | ----------------------- | ---------- | --------------- |
| 12210925            | Žežiebra   | 2,2        | 39,7         | 59,4                    | Molėtai    |                 |
| 12210933            | Triūpelis  | 2,7        | 5,3          | 49,7                    |            |                 |
| 12210937            | Mokia      | 7,6        | 18,3         | 40,4                    | Petrauskai |                 |
| 12210939            | S – 4      | 1,4        | 21,3         | 34,3                    | Molinė     |                 |
| 12210943            | S – 2      | 3,0        | 5,0          | 22,0                    |            |                 |
|                     | Krapė      |            |              |                         | Krapos     |                 |
| 12210944            | Plaštaka   | 16,1       | 89,3         | 16,0                    | Valai      |                 |
| 12210957            | Karčupis   | 2,7        | 1,4          | 12,2                    |            |                 |
| 12210959            | Kulianupis | 3,5        | 2,5          | 9,9                     |            |                 |

## Jazykové souvislosti
Siesartis je v litevštině na rozdíl od češtiny rodu ženského, číslo jednotné.